# Persone di nome Rui
| Questa pagina contiene informazioni ricavate automaticamente dalle voci biografiche con l'ausilio del template Bio e di un bot. L'aggiornamento è periodico e automatico e ricostruisce completamente la pagina. Se manca una persona in questa lista, sei pregato di non aggiungerla, ma accertati piuttosto che la sua voce biografica contenga il template Bio e che i dati anagrafici siano correttamente compilati. Se il template Bio manca, inseriscilo tu stesso o, in alternativa, metti l'avviso {{tmp\|Bio}} che ne segnala la mancanza. Se i dati riportati sono sbagliati, correggi direttamente la voce biografica; le modifiche saranno visibili in questa lista entro pochi giorni. Per chiarimenti vedi il progetto antroponimi. La lista contiene solo le 79 persone che sono citate nell'enciclopedia e per le quali è stato implementato correttamente il template Bio. Pagina aggiornata al 22 lug 2025. |

Questa è una lista di persone presenti nell'enciclopedia che hanno il nome Rui, suddivise per attività principale.

## Allenatori di calcio(12)
- Rui Almeida, allenatore di calcio portoghese (Lisbona, n. 1969)
- Rui Barros, allenatore di calcio e ex calciatore portoghese (Paredes, n. 1965)
- Rui Bento, allenatore di calcio e ex calciatore portoghese (Silves, n. 1972)
- Rui Borges, allenatore di calcio e ex calciatore portoghese (Mirandela, n. 1981)
- Rui Correia, allenatore di calcio e ex calciatore portoghese (São João da Madeira, n. 1967)
- Rui Duarte, allenatore di calcio e ex calciatore portoghese (Lisbona, n. 1978)
- Rui Gregório, allenatore di calcio e ex calciatore portoghese (Luanda, n. 1968)
- Rui Jorge, allenatore di calcio e ex calciatore portoghese (Vila Nova de Gaia, n. 1973)
- Rui Mota, allenatore di calcio e dirigente sportivo portoghese (Lisbona, n. 1979)
- Rui Faria, allenatore di calcio portoghese (Balugães, n. 1975)
- Rui Pedro Silva, allenatore di calcio portoghese (Porto, n. 1977)
- Rui Vitória, allenatore di calcio e ex calciatore portoghese (Alverca do Ribatejo, n. 1970)

## Allenatori di tennis(1)
- Rui Machado, allenatore di tennis e ex tennista portoghese (Faro, n. 1984)

## Attori(1)
- Rui Resende, attore brasiliano (Araguari, n. 1937)

## Calciatori(36)
- Rui Araújo, calciatore portoghese (n. 1910 - † 1998)
- Rui Baião, ex calciatore portoghese (Montijo, n. 1980)
- Carraça, calciatore portoghese (Folgosa da Maia, n. 1993)
- Rui Caetano, ex calciatore portoghese (Paredes, n. 1991)
- Rui Campos, calciatore brasiliano (San Paolo, n. 1922 - San Paolo, † 2002)
- Rui Costa, calciatore portoghese (Vila Nova de Famalicão, n. 1996)
- Rui Pedro, ex calciatore portoghese (Vila Nova de Gaia, n. 1988)
- Rui Dabó, calciatore portoghese (Setúbal, n. 1994)
- Rui Dolores, ex calciatore portoghese (São João de Ver, n. 1978)
- Rui Duarte, ex calciatore portoghese (Lisbona, n. 1980)
- Rui Jorge Farto Correia, calciatore portoghese (Chaves, n. 1990)
- Rui Fonte, ex calciatore portoghese (Lisbona, n. 1990)
- Rui Gomes, calciatore portoghese (Braga, n. 1997)
- Rui da Gracia, calciatore spagnolo (Bembibre, n. 1985)
- Rui Jordão, calciatore portoghese (Benguela, n. 1952 - Cascais, † 2019)
- Rui Komatsu, ex calciatore giapponese (Kōchi, n. 1983)
- Rui Lima, ex calciatore portoghese (Porto, n. 1978)
- Rui Miguel Marinho Reis, ex calciatore portoghese (Coimbra, n. 1984)
- Rui Mendes, calciatore portoghese (Gondar, n. 1999)
- Rui Miguel Melo Rodrigues, ex calciatore portoghese (Viseu, n. 1983)
- Rui Modesto, calciatore portoghese (Vendas Novas, n. 1999)
- Rui Neves, ex calciatore portoghese (Lisbona, n. 1969)
- Rui Silva, calciatore portoghese (Lourosa, n. 1996)
- Rui Óscar, ex calciatore portoghese (Gondomar, n. 1975)
- Rui Palhares, ex calciatore portoghese (Évora, n. 1954)
- Rui Patrício, calciatore portoghese (Leiria, n. 1988)
- Rui Pires, calciatore portoghese (Mirandela, n. 1998)
- Rui Rêgo, ex calciatore portoghese (Viana do Castelo, n. 1980)
- Rui Orlando Ribeiro Santos Neto, ex calciatore portoghese (Paços de Ferreira, n. 1979)
- Rui Rodrigues, calciatore e allenatore di calcio portoghese (Maputo, n. 1943 - † 2024)
- Rui Pedro Coimbra Chaves, calciatore portoghese (Tondela, n. 1990)
- Rui Filipe, calciatore portoghese (Vale de Cambra, n. 1968 - Porto, † 1994)
- Rui Silva, calciatore portoghese (Maia, n. 1994)
- Rui Vieira, calciatore portoghese (Braga, n. 1991)
- Nené, calciatore portoghese (Santa Cruz da Graciosa, n. 1995)
- Rui Pedro da Silva e Sousa, calciatore portoghese (Castelo de Paiva, n. 1998)

## Calciatrici(1)
- Zhang Rui, calciatrice cinese (Yantai, n. 1989)

## Cantanti(3)
- Rui Drumond, cantante portoghese (Torres Vedras, n. 1980)
- Rui Bandeira, cantante portoghese (Nampula, n. 1973)
- Rui Veloso, cantante e musicista portoghese (Lisbona, n. 1957)

## Cestiste(1)
- Rui Machida, cestista giapponese (Asahikawa, n. 1993)

## Cestisti(2)
- Rui Hachimura, cestista giapponese (Toyama, n. 1998)
- Zhao Rui, cestista cinese (n. 1996)

## Ciclisti su strada(1)
- Rui Alberto Faria da Costa, ciclista su strada portoghese (Póvoa de Varzim, n. 1986)

## Compositori di scacchi(1)
- Rui Nascimento, compositore di scacchi portoghese (Setúbal, n. 1914 - Lisbona, † 2012)

## Cosmografi(1)
- Rui Faleiro, cosmografo e astronomo portoghese (Covilhã - Siviglia, † 1523)

## Dirigenti sportivi(2)
- Rui Casaca, dirigente sportivo, allenatore di calcio e ex calciatore portoghese (Marco de Canaveses, n. 1959)
- Rui Costa, dirigente sportivo e ex calciatore portoghese (Lisbona, n. 1972)

## Ginnaste(1)
- Luo Rui, ginnasta cinese (Sichuan, n. 2005)

## Giocatrici di curling(1)
- Wang Rui, giocatrice di curling cinese (Harbin, n. 1995)

## Giornalisti(1)
- Rui Costa Pimenta, giornalista e politico brasiliano (San Paolo, n. 1957)

## Marciatrici(1)
- Liang Rui, marciatrice cinese (Contea di Min, n. 1994)

## Mezzofondisti(2)
- Rui Silva, mezzofondista portoghese (Santarém, n. 1977)
- Rui Pedro Silva, mezzofondista e maratoneta portoghese (Santo Tirso, n. 1981)

## Navigatori(1)
- Rui de Sequeira, navigatore e esploratore portoghese

## Pallavolisti(1)
- Rui Campos do Nascimento, ex pallavolista brasiliano (Rio de Janeiro, n. 1960)

## Patriarchi cattolici(1)
- Rui Manuel Sousa Valério, patriarca cattolico portoghese (Ourém, n. 1964)

## Piloti automobilistici(1)
- Rui Andrade, pilota automobilistico angolano (Luanda, n. 1999)

## Piloti motociclistici(1)
- Rui Gonçalves, pilota motociclistico portoghese (Vidago, n. 1985)

## Pistard(1)
- Rui Oliveira, pistard e ciclista su strada portoghese (Vila Nova de Gaia, n. 1996)

## Politici(2)
- Rui Rio, politico portoghese (Porto, n. 1957)
- Rui Duarte de Barros, politico guineense (n. 1960)

## Schermidori(1)
- Zhou Rui, schermidore cinese (n. 1978)

## Storici(1)
- Rui de Pina, storico e diplomatico portoghese (Guarda, n. 1440 - † 1521)

## Taekwondoka(1)
- Rui Pedro Bragança, taekwondoka portoghese (Guimarães, n. 1991)